# Halber Mensch
Halber Mensch è il terzo album del gruppo musicale tedesco Einstürzende Neubauten, pubblicato nel 1985 dalla Some Bizzare Records.
La versione in CD include tre bonus track.

## Tracce
1. Halber Mensch – 4:13
2. Yü-Gung (Fütter Mein Ego) – 7:14
3. Trinklied – 1:15
4. Z.N.S. – 5:40
5. Seele Brennt – 4:05
6. Sehnsucht (Zitternd) – 2:55
7. Der Tod Ist Ein Dandy – 6:41
8. Letztes Biest (am Himmel) – 3:28

Tracce bonus versione CD
1. Sand – 3:30 (Lee Hazlewood)
2. Yü-Gung (Adrian Sherwood remix) – 7:28
3. Das Schaben – 9:22

## Formazione
- Blixa Bargeld - voce, chitarra
- N.U. Unruh - percussioni, voce
- F.M. Einheit - percussioni, voce
- Mark Chung – basso, voce
- Alexander Hacke – chitarra,